# Viharsólymok
A Viharsólymok (eredeti cím: Storm Hawks) kanadai–amerikai televíziós 2D-s számítógépes animációs sorozat, amelyet Asaph Fipke alkotott és a Nerd Corps Entertainment forgalmaz. Kanadában a YTV vetítette. Amerikában és Magyarországon a Cartoon Network sugározta.

## Cselekmény
Egy Atmos nevű világban játszódnak az események, amely több, úgynevezett terrából áll. A terep miatt a közlekedést a repülés határozza meg. Atmos technológiája energia-létrehozó kristályokon alapszik, amelyeket különféle szerkezetek energiájához használnak. Atmos egén az Églovagokat szoktuk látni, akik motorszerű járműveken, szitakötőkön közlekednek, amelyek át tudnak alakulni repülő szerkezetekké.
Az epizódok előtti történetben Cyclonis Mester fenyegeti Atmost. Az ellene való ütközetben az Églovagokat az eredeti Vihar Sólymok irányították. De egy közülük, Sötét Ász, elárulta őket, és a Vihar Sólymok elbuktak. Évekkel később a sorozat főhősei megtalálták a Viharsólymok Condorjának roncsát, és felveszik a Vihar Sólymok nevét abban reménykedve, hogy Églovagok lehetnek, pedig még ahhoz is fiatalok, hogy legálisan repüljenek valamilyen járművön. Se barát, se ellenség nem veszi őket komolyan.
Ez változik, mikor konfliktusba kerülnek az új Cyclonis Mesterrel, aki szintén fiatal, mint ők maguk, de annál veszélyesebb. Követői között ott van Sötét Ász is, aki most árulásáról híres. Ezen kívül neki dolgozik Szalonka és Varjú, akik testvérek.

## Szereplők
A Viharsólymok osztaga hat főből áll:
- Aerrow – Az osztag parancsnoka és merész Églovagja. Aerrow egy megfontolt és jószívű tizennégy éves fiú kócos piros hajjal és zöld szemekkel. Ifjúsága ellenére ő az egyik legtehetségesebb Églovag Atmoson.
- Radarr – Aerrow közeli barátja és másodpilótája. Egy nyúlszerű lény határozatlan fajból. Szőre kék, a szeme pedig sárga.
- Finn – Egy szívós srác jó beköpésekkel. Ő a csapat mesterlövésze, és ő meg Böhöm gyakran kerülnek ketten bajba. Próbál mindig menő lenni. A haja tüskés szőke, a szeme kék.
- Böhöm – Ő az osztag izma, de hatalmas a szíve. A Döhöng nevű fajból származik. Feladata a nehéz ballisztika.
- Dudás – Tisztsége a taktika, navigáció és jól ért a kristályokhoz. Remek harci képességekkel rendelkezik és szinte mindent tud Atmosról. A haja fekete, a szeme barna.
- Gólya – Eszközspecialista és kormányos. Javíthatatlanul paranoiás (néha nem hiába) és pesszimista. Ő egy sovány zöldbőrű idegen. Elsőre fenyegetően néz ki, de valójában igen ijedős és szelíd.

## Szinkronhangok
| Szereplő             | Eredeti hang   | Magyar hang                                       |
| -------------------- | -------------- | ------------------------------------------------- |
| Aerrow               | Samuel Vincent | Szalay Csongor                                    |
| Finn                 | Matt Hill      | Posta Victor                                      |
| Böhöm (Junko)        | Colin Murdock  | Szvetlov Balázs                                   |
| Dudás (Piper)        | Chiara Zanni   | Várkonyi Andrea                                   |
| Gólya (Stork)        | Scott McNeil   | Turi Bálint                                       |
| Seregély (Starling)  | Nicole Oliver  | Pupos Tímea                                       |
| Sötét Ász (Dark Ace) | Samuel Vincent | Kossuth Gábor (1. évad) Joó Gábor (2. évad)       |
| Cyclonis Mester      | Lenore Zann    | Dögei Éva                                         |
| Varjú (Ravess)       | Cathy Weseluck | Pupos Tímea (2. évad)                             |
| Szalonka (Snipe)     | Colin Murdock  | Sótonyi Gábor (1. évad) Kisfalusi Lehel (2. évad) |
| Repton               | Scott McNeil   | Juhász György (1. évad)                           |

## Epizódok
| Évad | Évad | Epizódok | Eredeti sugárzás    | Eredeti sugárzás   | Magyar sugárzás    | Magyar sugárzás   |
| Évad | Évad | Epizódok | Évadpremier         | Évadfinálé         | Évadpremier        | Évadfinálé        |
| ---- | ---- | -------- | ------------------- | ------------------ | ------------------ | ----------------- |
|      | 1    | 26       | 2007. május 25.     | 2007. december 10. | 2007. november 10. | 2008. február 23. |
|      | 2    | 26       | 2008. szeptember 6. | 2009. április 6.   | 2009. március 2.   | 2009 június 23.   |